# Psilocybe
Psilocybe là một chi nấm mọc trên toàn thế giới. Chi này được biết đến nhiều nhất với các loài có đặc tính ảo giác. Psilocybin, psilocin và baeocystin là các hợp chất thức thần chính chịu trách nhiệm về tác dụng tâm sinh lý của nhiều loài trong chi.

## Từ nguyên
Từ Psilocybe xuất phát từ các từ Hy Lạp ψιλός + κύβη, và nghĩa đen là "đầu trần", ám chỉ phần đầu có thể tháo rời của nấm (da lỏng trên nắp). Nó được phát âm với trọng âm chính vào âm tiết thứ ba, /ˌsaɪloʊˈsaɪbi/ SY -loh- SY -bee. Âm e cuối cùng không phải là nguyên âm câm.

## Miêu tả

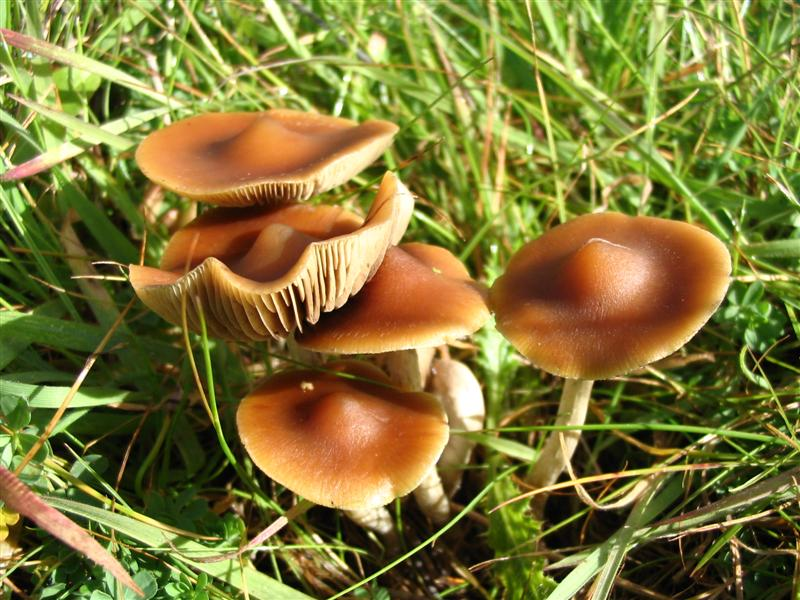
P. subaeruginosa, Úc

Cơ thể quả của Psilocybe thường là nấm nhỏ, không đặc trưng với hình thái " nấm nâu nhỏ " điển hình. Về mặt vĩ mô, chúng được đặc trưng với kích cỡ từ nhỏ đến đôi khi trung bình, màu nâu đến nâu vàng, với nắp hút ẩm điển hình và màu bào tử màu từ nâu lilac đến nâu tím (mặc dù giống màu nâu gỉ cũng được biết đến trong ít nhất một loài nấm dạng này). Các loài gây ảo giác thường có phản ứng giữ màu xanh khi cơ thể quả bị bầm tím. Soi trên kính hiển vi, các loài nấm này được đặc trưng bởi pileipellis với sợi nấm chạy song song với bề mặt mũ nấm, tạo thành một cutis, và chúng cùng thiếu chrysocystidia, với bào tử mịn màng, có hình elip hoặc rhomboid hoặc hình lục giác, với một lỗ chân lông mầm khác biệt. Về mặt sinh thái, tất cả các loài Psilocybe đều là nấm hoại sinh, phát triển trên nhiều loại chất hữu cơ đang phân hủy.